# Allgemeine Sonderschule Langenstein
Die Allgemeine Sonderschule Langenstein (ASO Langenstein) ist eine Sonderschule in Langenstein im Mühlviertel, Oberösterreich.
Bis zum 31. Dezember 2018 war hier auch das Pädagogische Zentrum Perg (PZ Perg), welches ein Sonderpädagogisches Zentrum war, angesiedelt.

## Allgemeine Sonderschule Langenstein
Die ASO Langenstein ist eine selbständige Schule, die einzige eigenständige Sonderschule im Bezirk Perg.
Die Schule ist in 6 Klassen aufgeteilt, die alle Kinder zwischen 6. und 18. Lebensjahr umfassen – die Aufteilung meist nach Entwicklungsalter. Leitbild der Schule ist „Es ist normal, verschieden zu sein …“
Die Schule legt besonderen Schwerpunkt auf E-Learning und Computerbenutzung, wie auch Computerspiele, deren didaktischer Wert hoch beurteilt wird (Serious game based learning).

## Auszeichnungen
Für die allgemeine pädagogischer Praxis, insbesondere aber das Programm Serious game based learning erhielt die Schule einige bedeutende Preise:
- 2005 eLearning Award The Integrator Network Award for special needs für  Nicht ins Dunkel[4]
- 2009 Fairness Award des bm:ukk für Gitarren statt Knarren[5]
- 2010 Medienpreis des ICE-Vienna der Stadt Wien[6]
- 2011 Österreichischer Schulpreis Spezialpreis der Jury[7]

## Pädagogisches Zentrum Perg
Das PZ Perg war zuständig für die sonderpädagogische Betreuung aller behinderten Kinder im Bezirk Perg. Es befand sich im 1965–1968 erbauten Gebäude der Volksschule Langenstein, in der Schulstraße in Langenstein.
Die Schule hatte etwa 20 Sonderschullehrer und weitere 10 Betreuungslehrer, Logopäden, Religionslehrer und Werkerziehungslehrer, daneben 10 von der Gemeinde und dem Zentrum Spattstraße in Linz gestellte Schulassistenten. Geleitet wurde sie von Dir. Erich Pammer.